# Xã Brown, Quận Douglas, Missouri
Xã Brown (tiếng Anh: Brown Township) là một xã thuộc quận Douglas, tiểu bang Missouri, Hoa Kỳ. Năm 2010, dân số của xã này là 236 người.